# 9837 Jerryhorow
A 9837 Jerryhorow (ideiglenes jelöléssel (9837) 1986 AA2) a Naprendszer kisbolygóövében található aszteroida. I. Horowitz fedezte fel 1986. január 12-én.